# Banda R-15
Banda R-15 es una agrupación musical del género de la technobanda originaria de Uzeta, Nayarit, con más de 25 años de trayectoria artística en el ambiente regional mexicano.
Es considerada una de las principales technobandas, con mayor éxito, y una de las impulsoras de la Cumbia banada a través del ritmo tecno-folklórico de la Quebradita, con éxitos como Si tu boquita, El bigote, Arreando la mula, Ma baker, Pascual, La Rajita, entre otros.
Es llamada la Pavorosa, título que se han ganado a través de los años al consolidarse como una de las agrupaciones en el gusto el público por más de 25 años.

## Comienzos
Desde un principio tenían como vocalista al Korita González, voz indiscutible en su género ya que era uno de los preferidos del público, procedente de la Banda Móvil en 1990, hasta su salida en la cual El Gallito de Banda San Miguel, ocupó su lugar de 1995 al 2000.
En 1993, González grabó un dueto con el grupo Los Falcons, con el tema Anda y ve,a ritmo de balada, cabe recordar que ambas agrupaciones formaron parte de Discos Sabinas (Disa)
Posteriormente González, formaría su propia banda con un estilo similar de su otra banda la que es poco conocida, en el año de 1995.
Se caracterizaron en esta época por sus interpretaciones de corridos y boleros, además de cumbias al estilo que se imponía de moda, la quebradita. Con interpretaciones de temas compuestos por Joan Sebastián, Marco Antonio Solís, Fato entre otros diferentes autores.

## Como banda sinaloense
En 1998, El Gallito decidió cambiar el género de la technobanda, y convirtió a banda sinaloense, género de Banda San Miguel, esto duró 3 discos hasta el regreso del Korita González, en el 2000.

## Ampliación
Al regreso de Gonzales en 2000, la banda se amplió, regresando a su disquera original y agregando trombones y acordeón.
Estos detalles se siguen usando en 2007, en el disco "15 Aniversario Obra Maestra".

## El regreso del Korita González
Tiempo después en 2000, el Korita González, regresaría a la que fuera su institución musical y de donde cosechara en tiempos anteriores grandes clásicos al estilo de Cumbia banda, esta vez con un estilo más fusionado al folklórico sonido de la tradicional banda sinaloense, agregando trombones y acordeón.
Años más tarde se reconsideró la fusión de banda sinaloense, esto quedó demostrado en el disco 15 Aniversario Obra maestra.

## Integrantes
KORITA GONZALEZ----------------
(Everardo González Romero).....1.ª VOZ
(VOZ ORIGINAL) Una de las mejores voces gruperas de México
ALTAMIRANO ORTEGA JOSÉ REFUGIO ----- TROMPETA
ARREOLA GONZALEZ JOSÉ MARIA ------- TECLADO
HERNANDEZ ROMERO ARNULFO ------ SAXOFON
GONZALEZ ROMERO VICTOR MANUEL --- 2.ª VOZ
GONZALEZ MEZA EVERARDO ASIS --- 1.ª VOZ
GONZALEZ ROMERO JOSE FERREOL --- GUITARRA
ARREOLA GONZALEZ JAIME -------- TROMPETA
ROMERO AGUILAR GERARDO DE JESUS-------- BATERIA
GONZALEZ JOSE HERMENEREGILDO---------BAJO
RAMOS GARCIA CRISTIAN --- -----------TROMPETA
GONZALEZ RIOS MARCO ANTONIO --- SAXOFON

## Discografía
- 1991

Arreando La Mula
- 1992

Como Tu Decidas
- 1993

Se vende esta banda
- 1994

La Pavorosa (Último disco de González)
- 1995

Sangre De Rey (Primer disco de El Gallito)
- 1996

El Duelo (Último disco en Disa)
La Poderosa (Primer disco de Fonovisa)
- 1997

Fiesta Privada
- 1998

- Con Tambora (Primer disco como sinaloense)

- 1999

El Novenario
- 2000

y todavía hay amor...(Último disco del Gallito,y en Fonovisa)
La unika y autentika
- 2001

Bandidos de amores (Último disco en Disa oficialmente)
- 2002

Tierra sin nombre (Primer disco en Universal)
- 2007

15 Aniversario Obra Maestra

## Nexos Externos
- Banda R-15 - Si Tu Boquita Fuera - El Bigote

- Datos: Q5718262